# Des Allemands
Des Allemands ist eine nicht eingetragene Gemeinde (Unincorporated Community) und ein Census-designated place (CDP) in den Parishes Lafourche und St. Charles im südöstlichen Teil des US-Bundesstaates Louisiana. Bei der Volkszählung 2020 hatte der Ort 2.179 Einwohner.

## Geographie
Des Allemands liegt am Bayou des Allemands, der die Grenze zwischen den Parishes Lafourche und St. Charles bildet. Nordwestlich des Ortes befindet sich der Lac des Allemands, ein 4900 Hektar großer See.
Der Teil von Des Allemands, der zum St. Charles Parish gehört, ist Teil der Metropolregion New Orleans, während der Teil im Lafourche Parish zur Metropolregion Houma–Bayou Cane–Thibodaux gehört.

## Geschichte
Der Name Des Allemands ist französisch und bedeutet, je nach Zusammenhang, „Deutsche“, „der Deutschen“ (Lac des Allemands = See der Deutschen) oder „von den Deutschen“. Er geht auf das Jahr 1721 zurück, als John Law und die Compagnie des Indes Deutsche entlang des Mississippi River ansiedelten. Ihr Gebiet nördlich des Ouachas Lake wurde als les Allemands oder Carlstein bezeichnet und bildete die sogenannte German Coast im heutigen St. Charles und St. John the Baptist Parish.
Des Allemands entwickelte sich nach dem Amerikanischen Bürgerkrieg zu einer Stadt. Zuvor gab es hier nur ein Depot der New Orleans Opelousas and Great Western Railroad (1856) und einige verstreute Siedler. 1862 war der Ort Schauplatz eines der beiden Scharmützel des Bürgerkriegs im St. Charles Parish. Das Postamt von Allemands wurde am 19. August 1868 eingerichtet, mit William Kussman als erstem Postmeister. 1964 wurde der Name des Postamts offiziell in Des Allemands geändert.

## Wirtschaft und Kultur

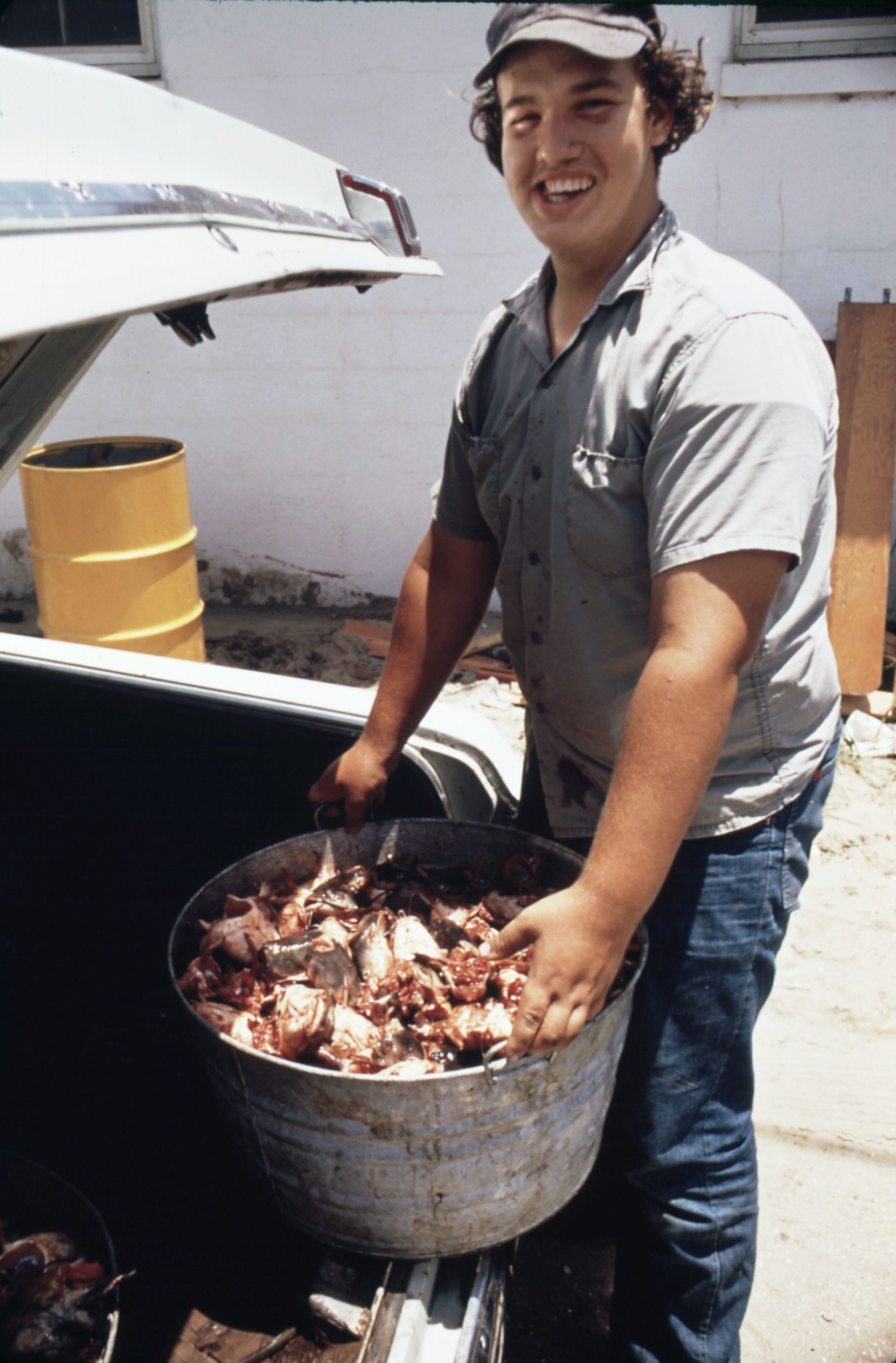
Des Allemands, 1973: Ein Käufer lädt einen Trog mit Welsen aus dem Kofferraum seines Autos.

Der Fang von Welsen spielt in Des Allemands wirtschaftlich und kulturell eine wichtige Rolle.
Des Allemands trägt seit 1980 den von der Louisiana State Legislature verliehenen offiziellen Spitznamen Catfish Capital of the Universe („Welshauptstadt des Universums“). Am dritten Wochenende im Juni wird jährlich das Louisiana Catfish Festival veranstaltet.
Der Lac des Allemands ist für seinen Welsreichtum bekannt. Verantwortlich dafür ist eine rote Wurmart, die in großen Mengen auf dem schlammigen Grund des Sees lebt und den Welsen als Nahrung dient.

## Bildung
Der östliche Teil von Des Allemands wird vom St. Charles Parish Public School System versorgt, während der westliche Teil zum Schulbezirk des Lafourche Parish gehört. Die öffentliche Schule Allemands Elementary befindet sich am Highway 631 und bietet unter anderem Französischunterricht und ein Cajun-Kulturprogramm an.

## Des Allemands im Film
Eine Verfolgungsjagd mit Motorbooten für den James-Bond-Film Leben und sterben lassen mit Roger Moore wurde im Bayou Des Allemands gedreht.